# German Juniors 2006
Das German Juniors 2006 im Badminton fand vom 11. bis zum 14. März 2006 in Bottrop statt. Es war die 23. Austragung dieses bedeutendsten internationalen Juniorenwettkampfs Deutschland. Die Dieter-Renz-Halle war zum fünften Mal der Austragungsort.

## Sieger und Platzierte
| Disziplin    | Gold                             | Silber                                 | Bronze                               |
| ------------ | -------------------------------- | -------------------------------------- | ------------------------------------ |
| Herreneinzel | Hong Ji-hoon                     | Han Ki-hoon                            | Jan Ø. Jørgensen                     |
| Herreneinzel | Hong Ji-hoon                     | Han Ki-hoon                            | Dieter Domke                         |
| Dameneinzel  | Zhang Beiwen                     | Hong Soo-jung                          | Yoo Hyun-young                       |
| Dameneinzel  | Zhang Beiwen                     | Hong Soo-jung                          | Janet Köhler                         |
| Herrendoppel | Lim Khim Wah Mak Hee Chun        | Hong Ji-hoon Han Ki-hoon               | Lee Dong-keun Kim Gi-jung            |
| Herrendoppel | Lim Khim Wah Mak Hee Chun        | Hong Ji-hoon Han Ki-hoon               | Arif Abdul Latif Vountus Indra Mawan |
| Damendoppel  | Park So-ri Hong Soo-jung         | Yoo Hyun-young Jung Kyung-eun          | Jenny Wallwork Mariana Agathangelou  |
| Damendoppel  | Park So-ri Hong Soo-jung         | Yoo Hyun-young Jung Kyung-eun          | Yao Lei Fu Mingtian                  |
| Mixed        | Dean George Mariana Agathangelou | Mads Pieler Kolding Line Damkjær Kruse | Tom Dunlop Jenny Wallwork            |
| Mixed        | Dean George Mariana Agathangelou | Mads Pieler Kolding Line Damkjær Kruse | Hong Ji-hoon Park So-ri              |